# صحراء بيديركا

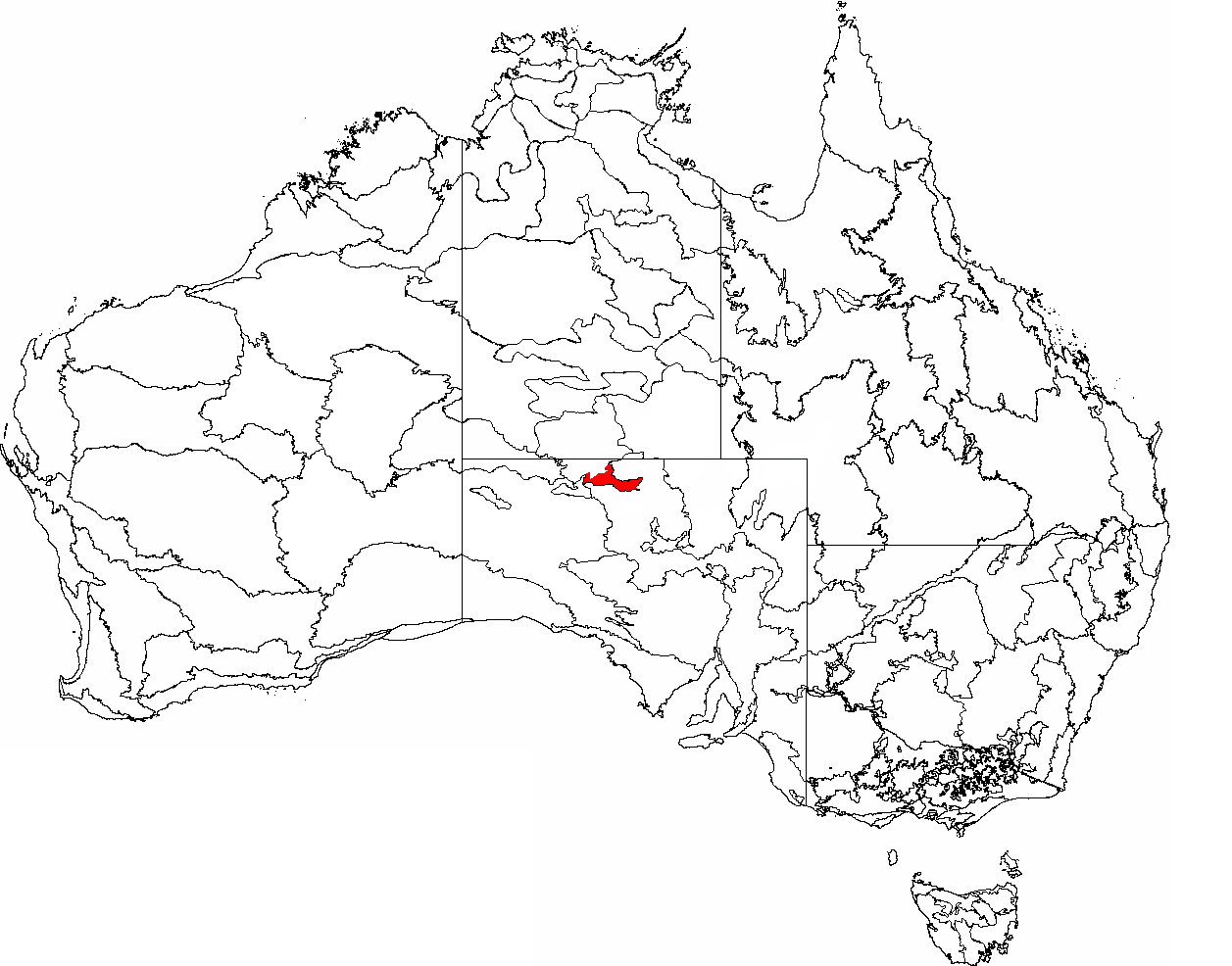
خريطة إقليمية مؤقتة للجغرافيا الحيوية في أستراليا (IBRA) مع توضيح حدود الولايات. تَظهر منطقة صحراء بيديركا باللون الأحمر.

صحراء بيديركا (بالإنجليزية:The Pedirka Desert ) هي صحراء الأسترالية تقع على بعد حوالي 100 كيلومتر (62 ميل) إلى الشمال الغربي من منطقة اودناداتا، و 250 كلم (160 ميل) إلى الشمال الشرقي من منطقة بيدي كوبر في جنوب أستراليا , أما جبل دين وحديقة ويترا الوطنية تحداها إلى الشمال.
صحراء بيديركا هي صحراء صغيرة نسبيا، إذ تحتل حوالي 1250 كيلو متر مربع (480 ميل مربع).